# Castello di San Giorgio (Mantova)
Il castello di San Giorgio è uno dei monumenti più rappresentativi della città di Mantova e fa parte della Reggia dei Gonzaga.

## Storia
Costruito sulle macerie della chiesa di Santa Maria di Capo di Bove a partire dal 1395 e concluso nel 1406 su committenza di Francesco I Gonzaga e su progetto di Bartolino da Novara, il castello di San Giorgio è un edificio a pianta quadrata costituito da quattro torri angolari e cinto da un fossato con tre porte e relativi ponti levatoi, volto a difesa della città.
L'architetto Luca Fancelli, nel 1459 su indicazione del marchese Ludovico III Gonzaga, che liberò ambienti di Corte Vecchia per il Concilio indetto da Pio II, ristrutturò il castello che perse definitivamente la sua primitiva funzione militare e difensiva. Il maniero fu per lunghi anni la residenza di Isabella d'Este, moglie di Francesco II Gonzaga, tra le più celebri nobildonne del Rinascimento. Isabella volle presso la corte numerosi artisti e umanisti dell'epoca, quali Andrea Mantegna, il Perugino, Leonardo da Vinci, Ludovico Ariosto e Baldassarre Castiglione, facendo di Mantova una delle maggiori corti europee e centro artistico e letterario. Nelle prigioni del castello fu richiuso nel 1496 il condottiero Paolo Vitelli, fatto prigioniero da Francesco II Gonzaga.
Affiancata al castello e collegata ad esso con un corridoio, nel 1531 venne costruita su disegno di Giulio Romano la Palazzina della Paleologa, demolita nel 1899. Il castello, assieme ad altri edifici adiacenti, rimane residenza del principe per circa un secolo, fino al momento in cui Guglielmo Gonzaga trasferirà i propri appartamenti nella Corte Vecchia ristrutturata. Nel 1810 fu rinchiuso nelle prigioni del maniero il patriota tirolese Andreas Hofer prima di essere giustiziato. A partire dal 1815 con l'occupazione austriaca della città, il castello divenne il carcere di massima sicurezza in cui vennero richiusi gli oppositori. Dal 1852 nel castello vennero rinchiusi i Martiri di Belfiore e alcuni patrioti ad essi legati (Ciro Menotti, Teresa Arrivabene). Il terremoto dell'Emilia del 2012 ha provocato danni strutturali all'edificio.

## Le sale del castello
- Sala dei Soli, situata al piano terreno e abbellita da affreschi del Quattrocento, fu trasformata da Giulio Romano nel 1531 e quindi da Giovan Battista Bertani[4]
- Sala degli Stemmi, alla quale si accede da una scala a chiocciola
- Salone degli Affreschi, parallela alla Sala degli Stemmi
- Sala delle Sigle, camera nuziale di Isabella d'Este
- Saletta della Grotta, facente parte dell'appartamento di Isabella d'Este in castello
- Sala delle Armi, nella quale Giulio Romano dipinse 12 stemmi araldici
- Cappella del castello, edificata dal Bertani nel 1563[5]
- Sala di Mezzo
- Sala del Fregio
- Sala delle Cappe, con volta a botte
- Sala dello Zodiaco, con tracce di dipinti di Giulio Romano, dove fu tenuto prigioniero Pietro Frattini, uno dei Martiri di Belfiore e di Ciro Menotti[5]
- Camera degli Sposi.[1]

### La Camera degli sposi

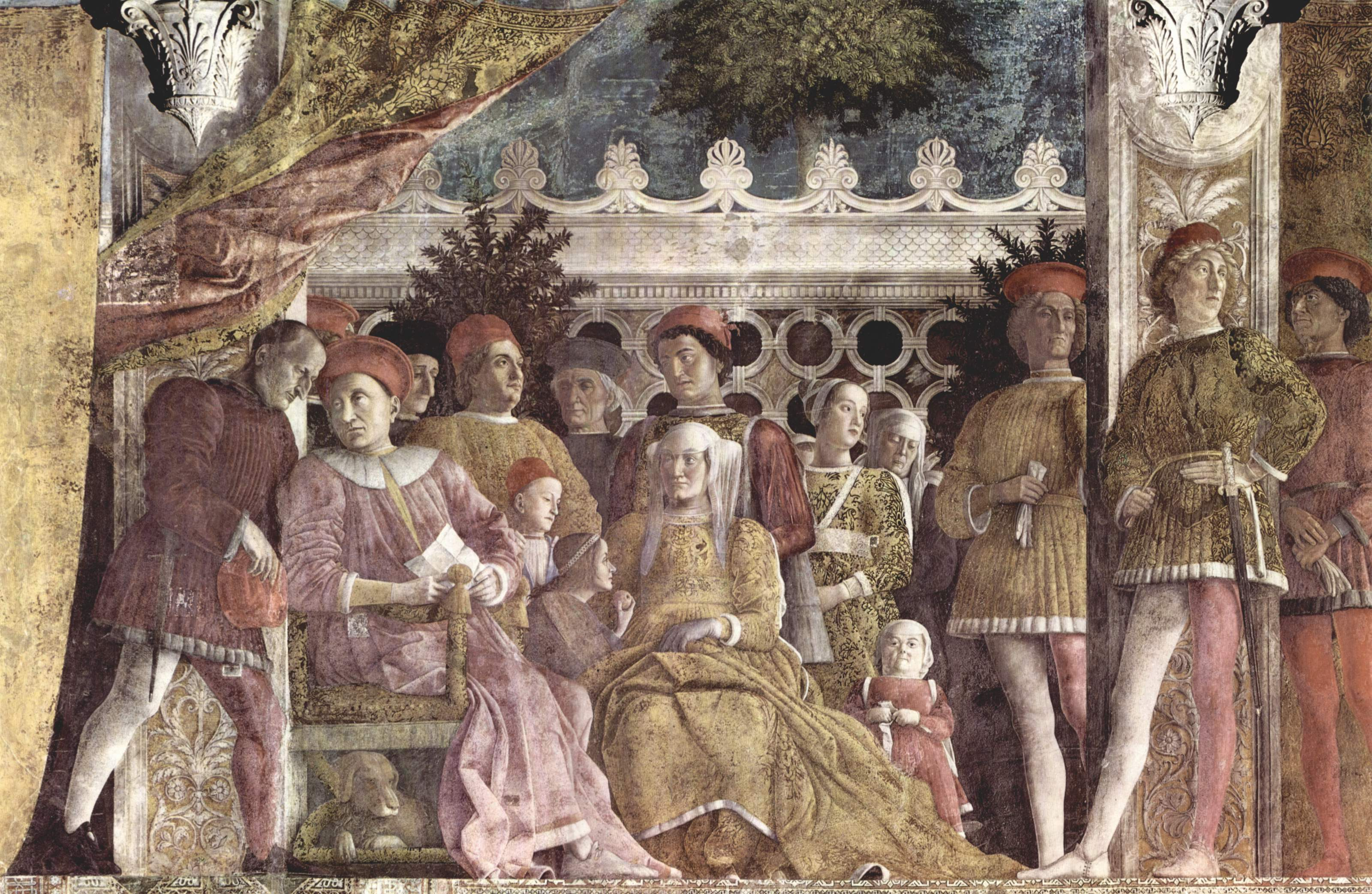
Andrea Mantegna, Camera degli Sposi, parete della corte

La Camera Picta (Camera degli Sposi), meravigliosa stanza del piano nobile del torrione nord est del castello di San Giorgio, è opera di Andrea Mantegna. Il Mantegna l'ha realizzata nell'arco di nove anni, dal 1465 (data incisa sulla parete) al 1475 (data incisa sulla lapide celebrativa all'ingresso della sala), e riadatta lo spazio angusto della stanza cubica con volte su lunette in un susseguirsi di realtà e finzione conferendo all'ambiente un'atmosfera en plein air (dando quindi un'idea di trovarsi in un finto loggiato).
Lo spazio di ogni parete della camera è stato diviso dall'artista in tre aperture che trasmettono allo spettatore, attraverso ampi archi, paesaggi bucolici e tende mosse dal vento una forte antitesi con il ridotto ambiente architettonico.
Gli affreschi sono stati realizzati sia a secco (parete nord; questa tecnica permette una cura minuziosa dei particolari) sia a fresco(parete sud; l'affresco obbliga il pittore ad optare per un gusto più sintetico). Due sono le scene dipinte raffiguranti componenti della famiglia Gonzaga, la "Scena dell'Incontro" e la "Scena della Corte". Con esse Mantegna rende omaggio ai mecenati che tante committenze gli hanno procurato. Nella stanza, non si può stare più di 5-10 minuti perché (usando la tecnica della pittura a secco) l'umidità e l'aria espirata, rischiano di staccare i dipinti murali dalle pareti.

### Lo scalone di Enea
Opera del Bertani del 1549 - da poco eletto dal cardinale Ercole Gonzaga a "Prefetto delle Fabbriche ducali" - collega direttamente il castello col Salone di Manto in Palazzo Ducale. Al termine dello scalone si accede al cortile del castello e al suo loggiato, opera di Luca Fancelli del 1472, su disegno di Andrea Mantegna.

## Galleria d'immagini

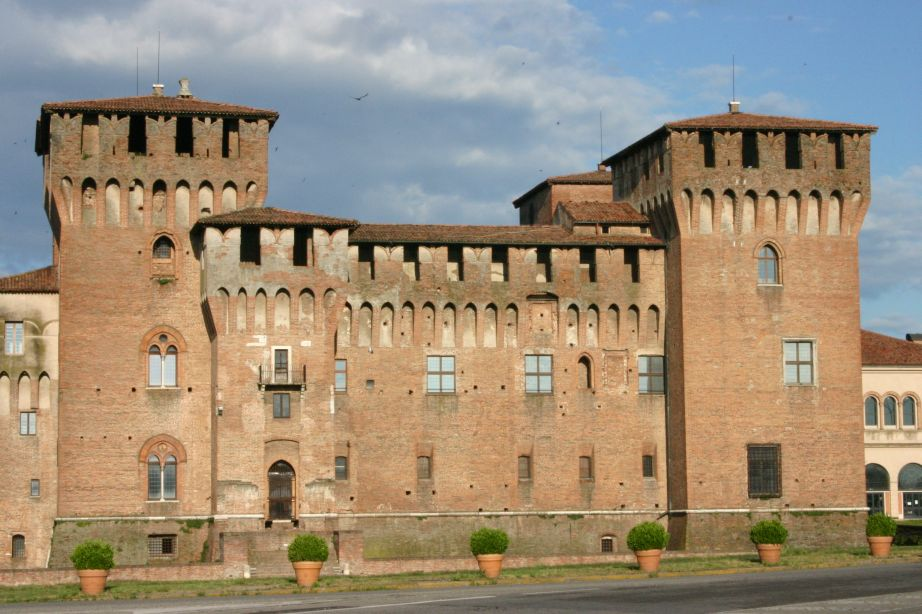
Vista frontale
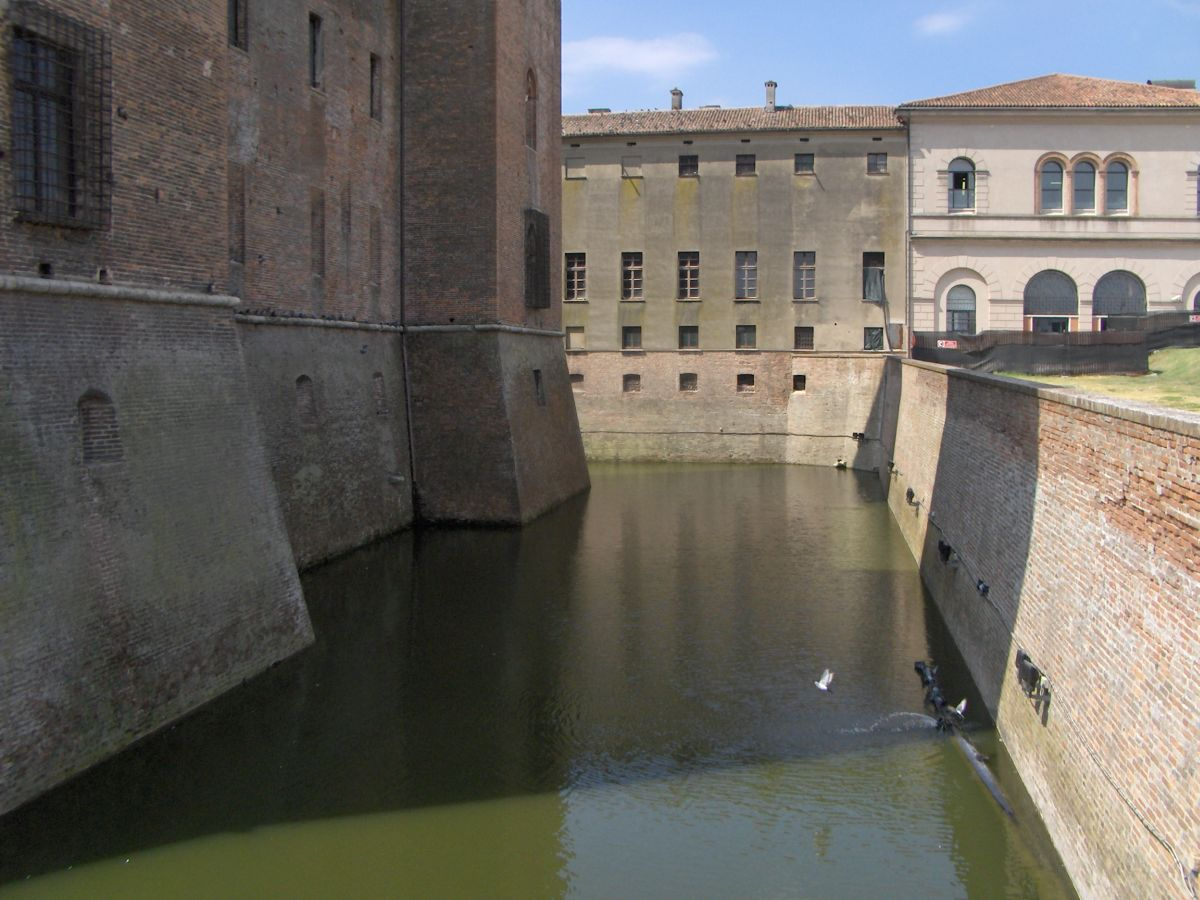
Uno scorcio del fossato del castello
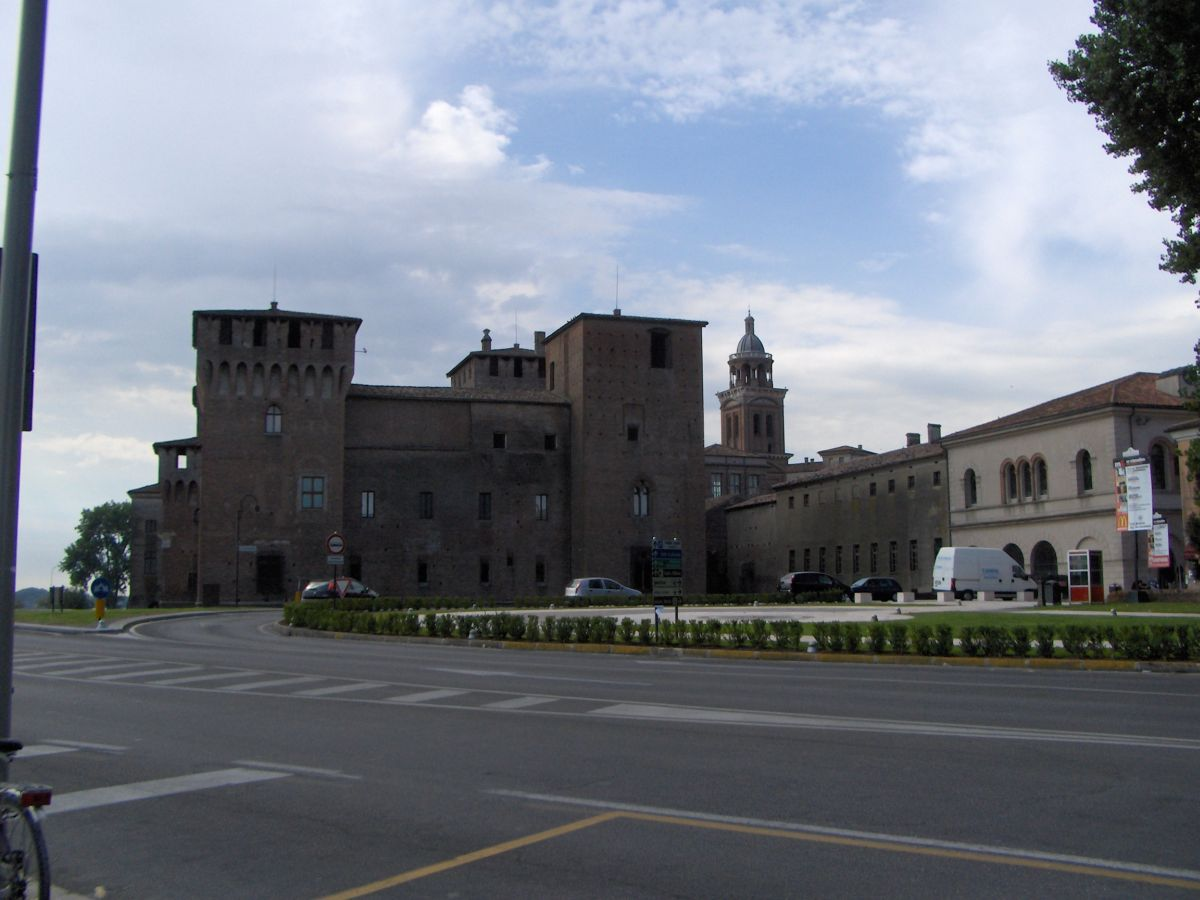
Altra veduta del castello